# 伍定彥
伍定彥（英語：Don Ng，約1982年—），舊名伍浩然，香港男歌手，曾參加歌唱選秀節目《超級巨聲1》，曾為樂隊享樂團成員。

## 生平
2009年參加無綫電視歌唱選秀節目《超級巨聲1》。後與維高文化簽約成為旗下歌手，曾擔任該公司頻旗下樂隊享樂團的主音，後離隊單飛出道。
2017年末與從事珠寶行業的女友結婚。
2022年參加無綫電視專為35歲以上人士而設的歌唱選秀節目《中年好聲音》，當時報稱職業是時裝店主管。

## 音樂作品
- 單曲《未來進行曲》（2017年）[8]

## 演出作品
- 微電影《水滴記憶》（2016年）[9]